# Bruckmaier (Münsing)
Bruckmaier ist ein Gemeindeteil von Münsing im oberbayerischen Landkreis Bad Tölz-Wolfratshausen.
Die Einöde liegt circa zwei Kilometer westlich von Münsing auf der Gemarkung Degerndorf.

## Geschichte
Der Ort gehörte bis 1978 zur ehemaligen Gemeinde Degerndorf.